# Mount Russell (ort)
Mount Russell är en ort i Australien. Den ligger i kommunen Inverell och delstaten New South Wales, i den sydöstra delen av landet, omkring 470 kilometer norr om delstatshuvudstaden Sydney. Antalet invånare är 239.
Trakten runt Mount Russell är nära nog obefolkad, med mindre än två invånare per kvadratkilometer.. Närmaste större samhälle är Oakwood, omkring 12 kilometer öster om Mount Russell. 
Trakten runt Mount Russell består till största delen av jordbruksmark. Genomsnittlig årsnederbörd är 823 millimeter. Den regnigaste månaden är januari, med i genomsnitt 137 mm nederbörd, och den torraste är oktober, med 27 mm nederbörd.